# 位庄乡
位庄乡，是中华人民共和国河南省新乡市获嘉县下辖的一个乡镇级行政单位。

## 行政区划
位庄乡下辖以下地区：
陈位庄村、大位庄村、石佛村、马营村、马营桥村、王治村、前渔池村、中渔池村、后渔池村、辛村、南屯村、徐庄村、苏章营村、葛庄村和王田村。